# Баррундія
Баррундія (баск. Barrundia, ісп. Barrundia) — муніципалітет в Іспанії, у складі автономної спільноти Країна Басків, у провінції Алава. Населення — 875 осіб (2009).
Муніципалітет розташований на відстані близько 300 км на північ від Мадрида, 16 км на північний схід від Віторії.
На території муніципалітету розташовані такі населені пункти: Урісар, Суацола, Аудікана, Дальйо, Ельгеа, Етура, Ечабаррі-Уртупінья, Гебара, Ередія, Ермуа, Ларреа, Ларрінцар, Марієта, Матурана, Мендіхур, Осаета (адміністративний центр).
У селі Ларреа народився Хуан Перес де Ласаррага, баскський письменник епохи Відродження.

## Демографія
Динаміка населення (INE ):

## Галерея зображень

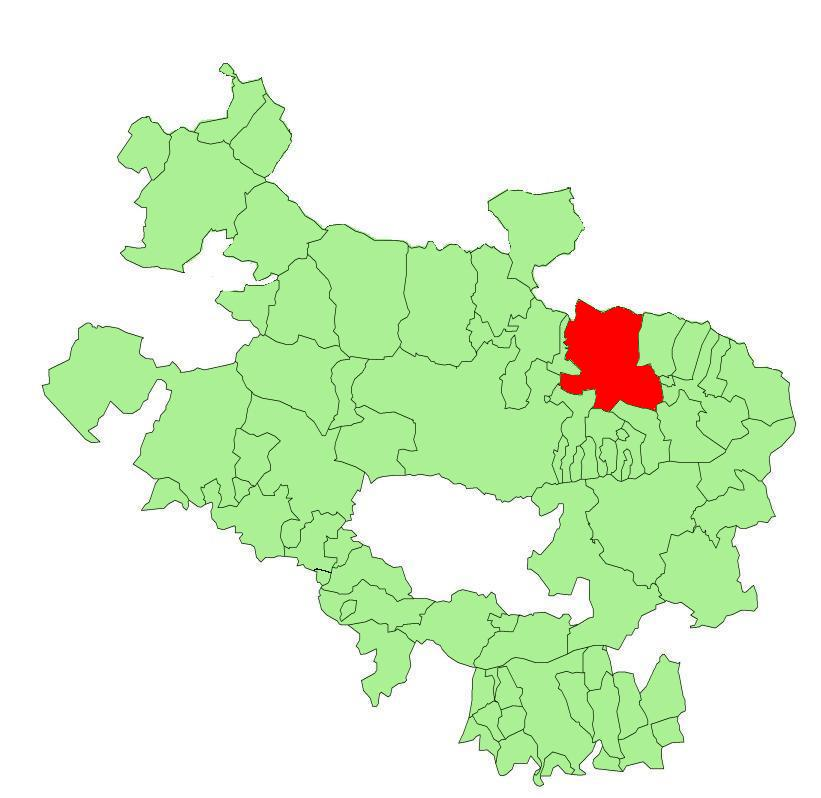
Розташування муніципалітету
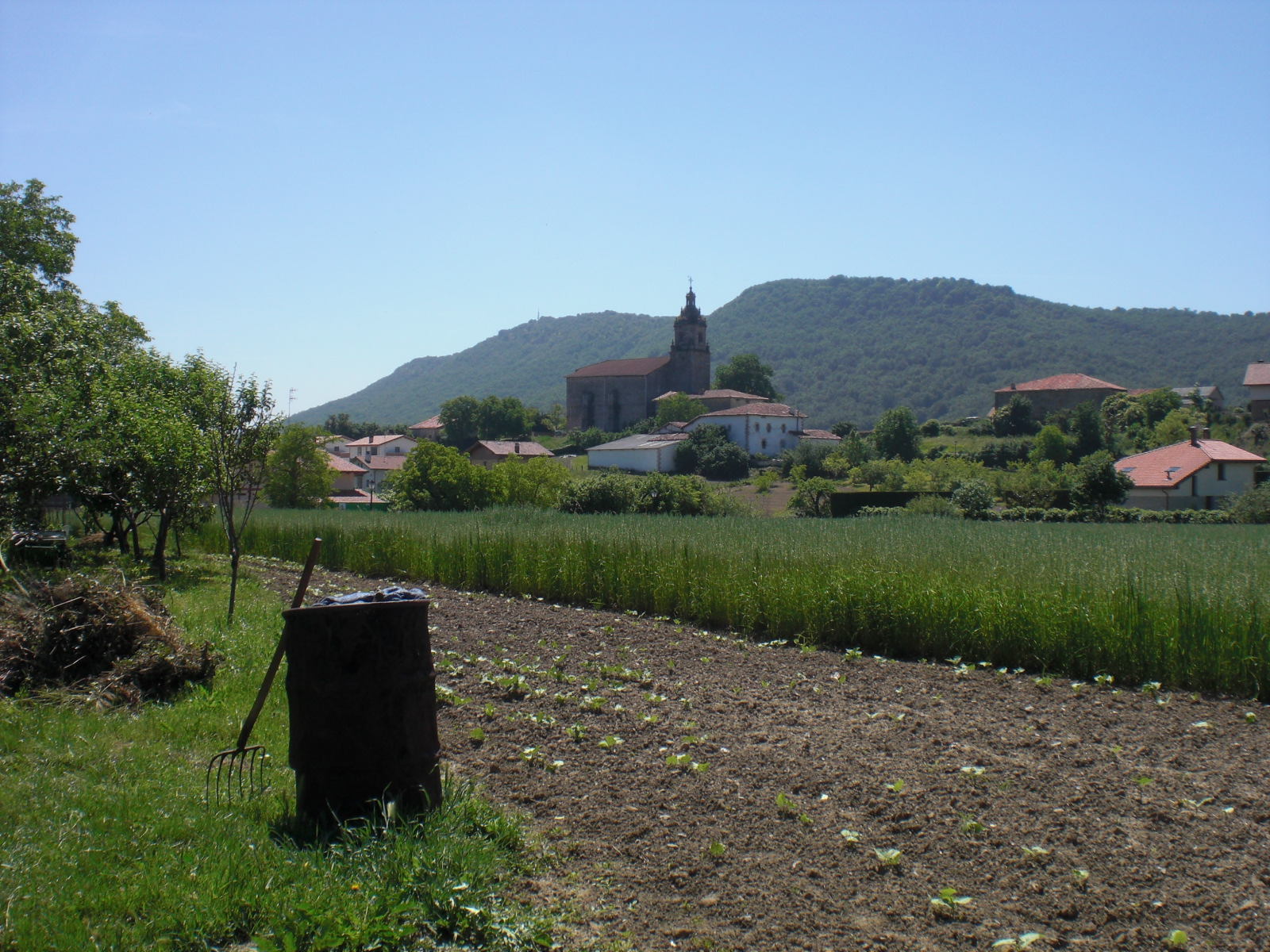
Осаета
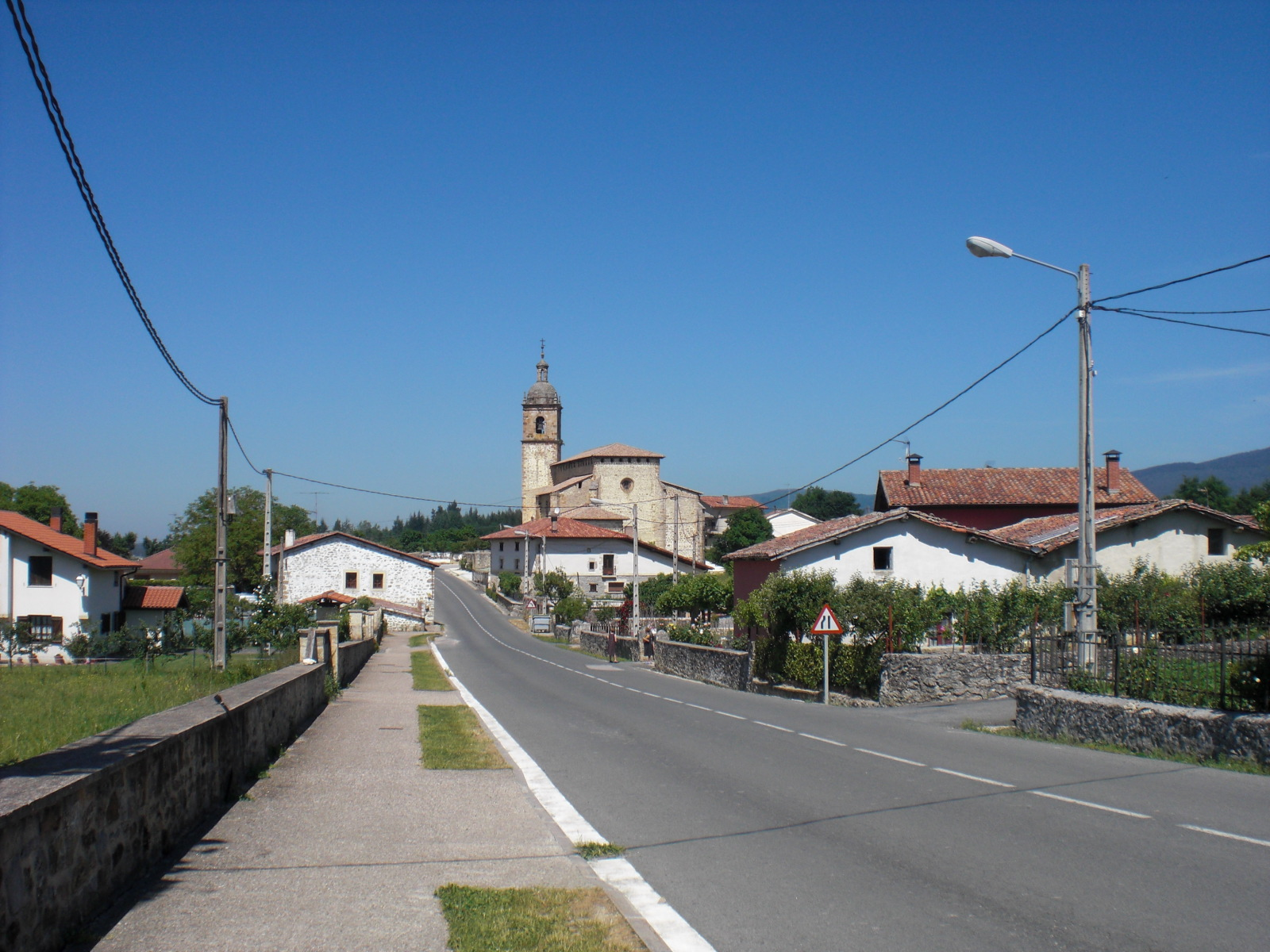
Ларреа